# Эйвон (река, Южный остров)
Эйвон (маори Ōtakaro, англ. Avon River: [ˈeɪvən]) — река в центре Крайстчерча, на Южном острове Новой Зеландии. Длина — 14 км.

## Течение

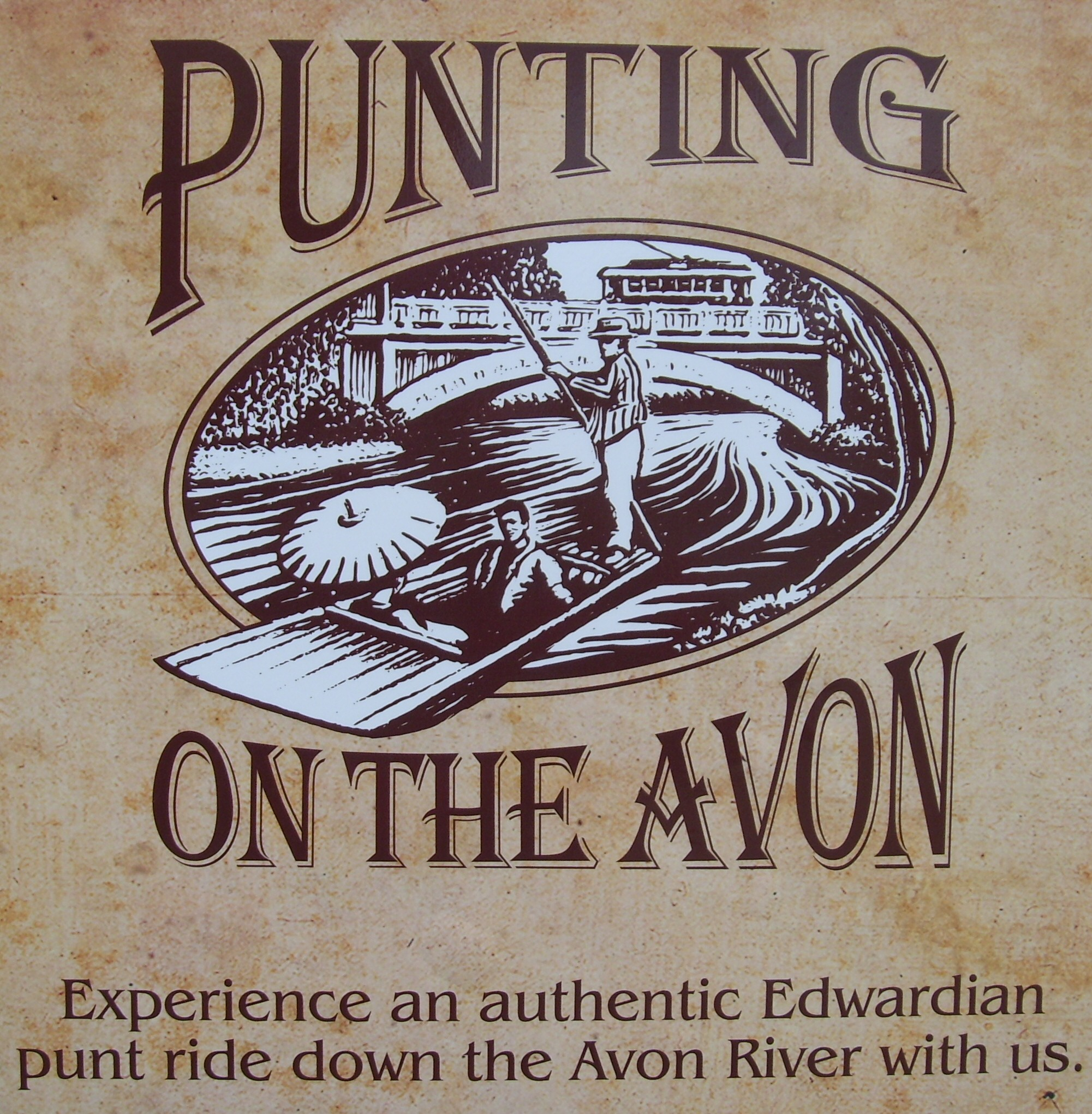
Объявление о прогулках на лодках-плоскодонках в Крайстчерче

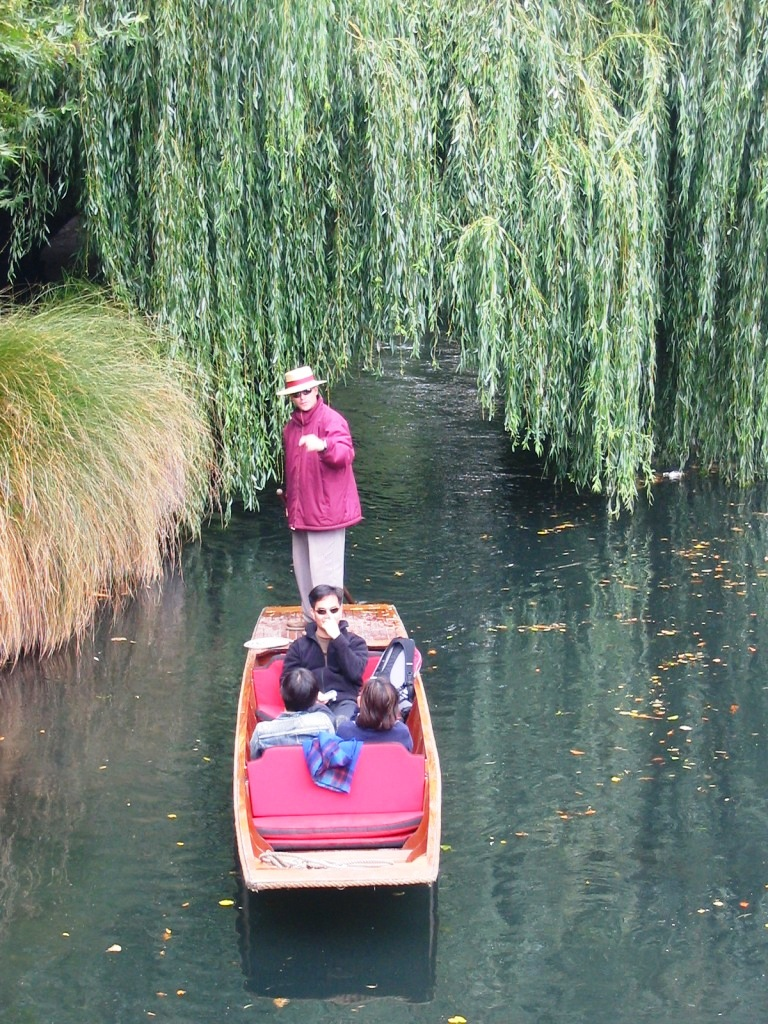
Катание на лодках-плоскодонках на реке Эйвон

Истоки реки находятся у западной границы пригорода Эйвонхед, где река наполняется за счёт подземных источников. Основное русло формируют ручьи Уаирарапа (маори Wairarapa), Уаимаири (маори Waimairi), Океовер (англ. Okeover) и Илам (англ. Ilam). Река впадает в эстуарий Эйвон-Хиткот на восточном побережье Новой Зеландии, который она образует с рекой Хиткот.

## Геология
Геологически, как и многие другие реки Южного острова, Эйвон — достаточно молодая река. В её нынешнем русле возраст реки может оцениваться с последнего ледникового периода в Новой Зеландии (около 14 000 лет).

## Русло
Река имеет извилистое русло и протекает через Крайстчерч. Подземные источники реки расположены неподалёку от западного пригорода Эйвонхед, затем река протекает через пригороды Илам, Риккартон, Фендалтон, Хэгли-парк и деловой центр Крайстчерча.
После делового центра река протекает по пригородам Эйвонсайд, Даллингтон, Эйвондейл, Арануи и впадает в Тихий океан через эстуарий Эйвон-Хиткот (маори Te Wahapū), неподалёку от Самнера.

## Наименование
Коренными жителями, маори, река Эйвон называлась маори Ōtakaro или Putare Kamutu. Кентерберийская ассоциация планировала назвать реку англ. Shakespere, в честь Уильяма Шекспира. Однако Джон Динс (англ. John Deans) дал реке её нынешнее название в честь реки Эйвон в Шотландии. Динс построил свою усадьбу на берегу реки Эйвон, сейчас здесь расположен пригород Риккартон.
В 1998 году наименование реки было изменено на «Avon River / Ōtākaro» официальным актом Ngai Tahu Claims Settlement Act 1998, закрепившим маорийские названия многих географических объектов под влиянием племени Нгаи Таху.

## Развлечения
Коммерческие прогулки на лодках-плоскодонках как туристический аттракцион доступны в городском центре, Хэгли-парке и Мона-Вейл (англ. Mona Vale), парке в Фендалтоне.

## Землетрясения
Во время землетрясений в сентябре 2010 года, в феврале 2011 года и июне 2011 года значительный ущерб был нанесён территориям, расположенным вдоль реки Эйвон от городского центра вниз по течению. Эти территории Кентерберийским обществом по борьбе с последствиями землетрясений (CERA) были обозначены как «красная зона». Общество заинтересовано в том, чтобы сделать эту зону парковой, связывающей городской центр с эстуарием. Эта кампания возглавляется группой Avon-Otakaro Network (AvON) и поддерживается мэром.

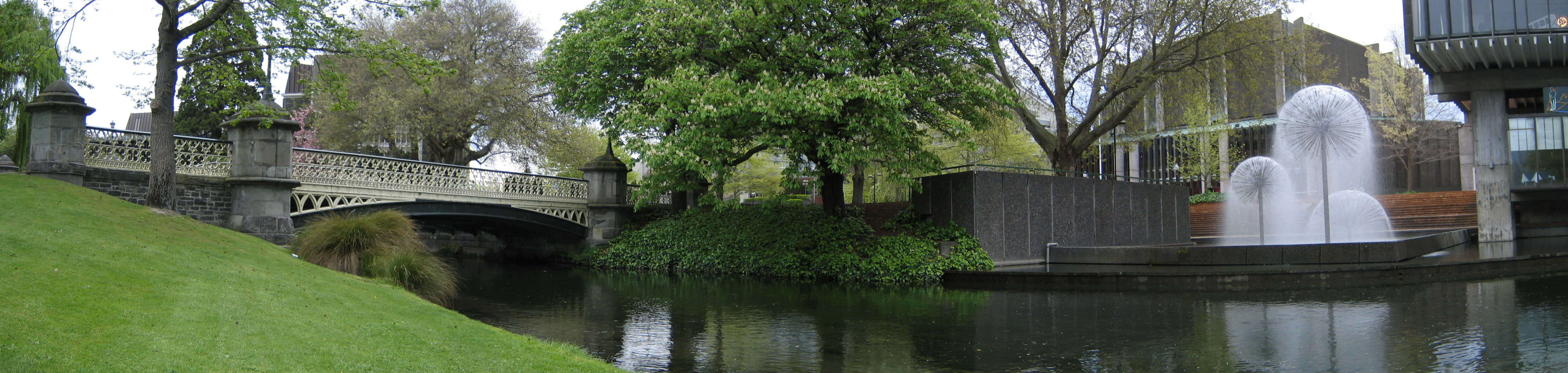
Река Эйвон на площади Виктории, Крайстчерч